# Barne Inlet
Das Barne Inlet ist der rund 27 Kilometer breite Einlass des Byrd-Gletschers aus dem Transantarktischen Gebirge in das Ross-Schelfeis zwischen Kap Kerr und Kap Selborne an der Hillary-Küste in der Ross Dependency.
Entdeckt wurde es von Teilnehmern der Discovery-Expedition (1901–1904) unter der Leitung des britischen Polarforschers Robert Falcon Scott. Benannt ist es nach Leutnant Michael Barne (1877–1961) von der Royal Navy, der bei dieser Expedition 1903 gemeinsam mit George Mulock den westlichen Küstenverlauf des Ross-Schelfeises bis zu dieser Bucht erkundet hatte.